# Il buttafuoco: cronache di guerra sul mare
Il buttafuoco. Cronache di guerra sul mare è una raccolta postuma di corrispondenze di guerra scritte da Dino Buzzati durante la seconda guerra mondiale quando l'autore, giornalista al Corriere della Sera, si imbarcò su varie unità navali della Regia Marina italiana: erano gli incrociatori Bolzano, Fiume e Trieste. I circa cinquanta articoli, scritti fra il 1940 e il 1943, vennero pubblicati nel 1992 in libro dall'editore Mondadori. Tra i racconti, anche l'esperienza dell'autore nella battaglia di Capo Matapan.

## Edizioni
- Il buttafuoco. Cronache di guerra sul mare, Collana Scrittori italiani, Milano, Arnoldo Mondadori Editore, ottobre 1992,  p. 324, ISBN 978-88-043-6362-0.